# 9386 Hitomi
9386 Hitomi (1993 XD1) là một tiểu hành tinh vành đai chính được phát hiện ngày 5 tháng 12 năm 1993 bởi M. Hirasawa và S. Suzuki ở Nyukasa.